# Nazionale femminile di pallacanestro della Repubblica Dominicana
La nazionale femminile di pallacanestro della Repubblica Dominicana, selezione delle migliori giocatrici di pallacanestro di nazionalità dominicana, rappresenta la Repubblica Dominicana nelle competizioni internazionali femminili di pallacanestro organizzate dalla FIBA ed è gestita dalla Federazione cestistica della Repubblica Dominicana.

## Piazzamenti

### Campionati americani
- 1989 - 6º
- 1997 - 8º
- 1999 - 6º
- 2003 - 7º
- 2005 - 6º

- 2009 - 8º
- 2013 - 9º
- 2015 - 10º
- 2019 - 7º
- 2021 - 7º

- 2023 - 10º

### Campionati centramericani
- 1971 - 5°
- 1973 - 4°
- 1975 -  3°
- 1977 -  2°
- 1981 - 4°

- 1985 -  3°
- 1989 -  2°
- 1993 - 4°
- 1995 -  3°
- 1997 -  3°

- 1999 -  2°
- 2001 -  3°
- 2003 -  2°
- 2008 -  3°
- 2010 - 5°

- 2012 -  3°
- 2014 -  3°
- 2018 - 4°
- 2021 -  3°
- 2022 - 4°

### Campionati caraibici
- 2011 - 4°
- 2014 -  2°
- 2018 -  2°
- 2022 -  2°

### Giochi panamericani
- 1975 - 7°
- 1999 - 6º
- 2003 - 6º
- 2015 - 8º

## Formazioni

### Campionati americani
Campionato americano femminile di pallacanestro 1989Aquino, Arias, Clemente, Durán, E. Guerrero, M. Guerrero, Herrera, Ortiz, B. Santos, D. Santos, Trinidad, Zapata, All. Sergio Abreu
Campionato americano femminile di pallacanestro 1997Bonilla, Díaz, Durán, García, Gómez, E. Guerrero, M. Guerrero, López, Nivar, Paniagua, Rivera, Trinidad, All. Radhamés Paulino
Campionato americano femminile di pallacanestro 1999Celestino, Díaz, Durán, Guerrero, López, Nivar, Paniagua, Pérez, Pimentel, Santos, Trinidad, Zorrilla, All. Radhamés Paulino
Campionato americano femminile di pallacanestro 20034 Montilla, 5 Díaz, 6 Fajardo, 7 Durán, 8 Frías, 9 Ramírez, 10 Genao, 11 Polanco, 12 Paniagua, 13 Mota, 14 Morton, 15 Santos,        All. Julio César Javier
Campionato americano femminile di pallacanestro 20054 Montilla, 5 L. Díaz, 6 Morton, 7 Paniagua, 8 Frías, 9 Santos, 10 Gómez, 11 Ramírez, 12 Mendez, 13 Roa, 14 J. Díaz, 15 Mercado,        All. Melvyn López
Campionato americano femminile di pallacanestro 20094 Castillo, 5 Feliz, 6 Estrella, 7 Paniagua, 8 Frías, 9 Brito, 10 Sánchez, 11 Cáceres, 12 Rivas, 13 Santos, 14 Peralta, 15 Monsac,        All. Franklin Ogando
Campionato americano femminile di pallacanestro 20134 Cáceres, 5 Morton, 6 Estrella, 7 Paniagua, 8 Abreu, 9 Evangelista, 10 Molina, 11 Soto, 12 Mosquete, 13 Santos, 14 Beltré, 15 Monsac,        All. Ariel Portuondo
Campionato americano femminile di pallacanestro 20154 Zapata, 5 Morton, 6 Estrella, 7 Paniagua, 8 Abreu, 9 Evangelista, 10 Beltré, 11 Soto, 13 Peguero, 14 Hernández, 15 Monsac,        All. Ariel Portuondo
Campionato americano femminile di pallacanestro 20191 Hernández, 2 Marte, 4 Zapata, 5 Morton, 6 Estrella, 7 Evangelista, 8 Frías, 9 Cáceres, 10 Guerrero, 12 Jones, 13 Reynoso, 15 Monsac,        All. Teresa Durán
Campionato americano femminile di pallacanestro 20214 Zapata, 5 Morton, 6 Rojas, 7 Evangelista, 10 Arias, 11 Soto, 12 Jones, 13 Reynoso, 15 Monsac, 21 Colomé, 23 Abreu,        All. Ariel Portuondo

### Campionati centramericani
Campionato centramericano femminile di pallacanestro 1971Batista, Bello, Concepción, Desangles, Guzmán, Hernández, Molineaux, Paulino, Ramírez, Reyes, Sánchez, Santana, All. Mayobanex Mueses
Campionato centramericano femminile di pallacanestro 1973Astacio, Bello, Copplind, Desangles, Espinal, Hernández, Núñez, Paulino, Reyes, Santana, Uribe, All. Mayobanex Mueses
Campionato centramericano femminile di pallacanestro 1975Copplind, Espinal, Desangles, Guerrero, Hernández, Núñez, Paulino, C. Reyes, N. Reyes, Ruiz, Santana, Uribe, All. Mayobanex Mueses
Campionato centramericano femminile di pallacanestro 1977Astacio, Batista, Espinal, Guerrero, Lebrón, Montilla, Núñez, Paulino, Reyes, Ruiz, Santana, Zapata, All. Alejandro Abreu
Campionato centramericano femminile di pallacanestro 1981Clemente, Durán, Espinal, M. Guerrero, V. Guerrero, Lebrón, Mañón, Montilla, Paulino, Reyes, Willmore, Zapata, All. Fernando Teruel
Campionato centramericano femminile di pallacanestro 1985Clemente, Durán, Espinal, Florián, Guerrero, Herrera, Maríñez, Rondón, Santos, Tejeda, Willmore, Zapata, All. Tony Tueni
Campionato centramericano femminile di pallacanestro 1989Aquino, Arias, Clemente, Durán, Gómez, Guerrero, Herrera, Ortiz, B. Santos, D. Santos, Trinidad, Zapata, All. Sergio Abreu
Template:Repubblica Dominicana femminile pallacanestro centramericano 1993
Campionato centramericano femminile di pallacanestro 1995Durán, Fernández, Florián, García, Gómez, E. Guerrero, M. Guerrero, Herrera, López, Martínez, Santos, Trinidad, All. Juan Matos
Campionato centramericano femminile di pallacanestro 1997Bonilla, Díaz, Durán, García, Gómez, E. Guerrero, M. Guerrero, López, Nivar, Paniagua, Rivera, Trinidad, All. Radhamés Paulino
Campionato centramericano femminile di pallacanestro 1999Celestino, Díaz, Durán, Guerrero, López, Nivar, Paniagua, Pérez, Pimentel, Santos, Trinidad, Zorrilla, All. Radhamés Paulino
Campionato centramericano femminile di pallacanestro 2001Buster, Celestino, Díaz, Durán, Monsac, Montilla, Paniagua, Peguero, Santiago, Santos, Trinidad, Zorrilla, All. Julio César Javier
Campionato centramericano femminile di pallacanestro 2003Celestino, Díaz, Durán, Gómez, Monsac, Montilla, Paniagua, Raposo, Rivera, Santos, Trinidad, Vázquez, All. Julio César Javier
Campionato centramericano femminile di pallacanestro 20084 Rivera, 5 Morton, 6 Castillo, 7 Paniagua, 8 Frías, 9 Brito, 10 Gómez, 11 Mercado, 12 Estrella, 13 Perdomo, 14 Santos, 15 González,        All. Osiris Duquela
Campionato centramericano femminile di pallacanestro 20104 Guzmán, 5 Morton, 6 Estrella, 7 Paniagua, 8 Frías, 9 Santos, 10 Gómez, 11 Mercado, 12 Montás, 13 Cáceres, 14 Celestino, 15 Monsac,        All. Radhamés Paulino
Campionato centramericano femminile di pallacanestro 20124 Guzmán, 5 Beltre, 6 Estrella, 7 Paniagua, 8 Frías, 9 Abreu, 10 Gómez, 11 D. Santos, 12 Perdomo, 13 M. Santos, 14 Molina, 15 Monsac,        All. Radhamés Paulino
Campionato centramericano femminile di pallacanestro 20144 Guzmán, 5 Morton, 6 Estrella, 7 Paniagua, 8 Abreu, 9 Evangelista, 10 Gómez, 11 Molina, 12 Cáceres, 13 Santos, 14 Andújar, 15 Monsac,        All. Ariel Portuondo
Campionato centramericano femminile di pallacanestro 20182 Frías, 3 Jiménez, 4 Zapata, 5 Morton, 6 Estrella, 7 Paniagua, 9 Evangelista, 12 Jones, 13 Reynoso, 14 Rodríguez, 15 Monsac, 16 Soto,        All. Teresa Durán
Campionato centramericano femminile di pallacanestro 20211 Hernández, 2 Marte, 3 Ramírez, 4 Zapata, 5 Morton, 7 Evangelista, 9 Capellán, 10 Jiménez, 14 Rodríguez, 15 Monsac, 21 Colomé, 23 Abreu,        All. Ariel Portuondo
Campionato centramericano femminile di pallacanestro 20221 Jiménez, 2 Colomé, 3 Capellán, 4 Zapata, 5 Morton, 6 Jiménez, 7 Evangelista, 13 Reynoso, 14 Rodríguez, 15 Monsac, 23 Hernández,        All. Alberto Zabala

### Campionati caraibici
Campionato caraibico femminile di pallacanestro 20114 Guzmán, 6 Abreu, 7 Perdomo, 8 Frías, 9 Abreu, 10 Gómez, 11 D. Santos, 12 Paniagua, 13 M. Santos, 14 Soto, 15 Monsac,        All. -
Campionato caraibico femminile di pallacanestro 20144 Zapata, 5 Morton, 6 Estrella, 7 Paniagua, 8 Abreu, 9 Evangelista, 10 Gómez, 11 Molina, 12 Cáceres, 13 Santos, 14 Andujar, 15 Monsac,        All. -
Campionato caraibico femminile di pallacanestro 20181 Ramírez, 4 Zapata, 5 Morton, 6 Estrella, 7 Paniagua, 8 Martínez, 9 Evangelista, 11 Hodge, 12 Jones, 13 Reynoso, 14 Rodríguez, 15 Monsac,        All. Teresa Durán
Campionato caraibico femminile di pallacanestro 20221 Jiménez, 3 Capellán, 5 Morton, 6 Jiménez, 7 Evangelista, 10 Arias, 12 Hodge, 13 Reynoso, 14 Rodríguez, 15 Monsac, 23 Hernández, 24 Telleria,        All. Alberto Zabala

### Giochi panamericani
Pallacanestro femminile ai VII Giochi panamericani4 Uribe, 5 Astacio, 6 Ruiz, 7 Núñez, 8 Reyes, 9 Guerrero, 10 Lebrón, 11 Joaquín, 13 Espinal, 14 Coplind,        All. Mayobanex Mueses
Pallacanestro femminile ai XIII Giochi panamericaniCelestino, Díaz, Durán, Monsac, Montilla, Moquete, Nivar, Paniagua, Peña, Pérez, Trinidad, Zorrilla, All. Radhamés Paulino
Pallacanestro femminile ai XIV Giochi panamericaniDíaz, Durán, Frías, Gómez, Monsac, Montilla, Morton, Paniagua, Raposo, Santos, Trinidad, Vázquez, All. Julio César Javier
Pallacanestro femminile ai XVII Giochi panamericani4 Guzmán, 5 Zapata, 6 Estrella, 7 Paniagua, 8 Abreu, 9 Evangelista, 10 Beltré, 11 Soto, 12 Rodríguez, 13 Peguero, 14 Andujar, 15 Monsac,        All. Ariel Portuondo